# Štítnik
Štítnik (bis 1927 slowakisch Štitník; deutsch Schittnich, ungarisch Csetnek) ist eine mittelgroße Gemeinde in der Ostslowakei.

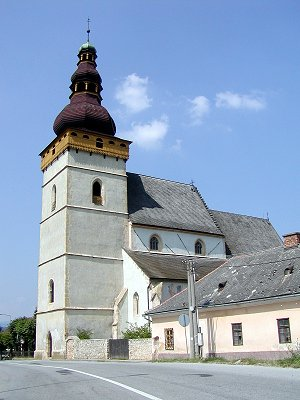
Gotische evangelische Kirche, 14. Jh.

## Geographie
Die Gemeinde liegt im Slowakischen Karst, einem Teilgebirge des Slowakischen Erzgebirges, im Tal des gleichnamigen Flusses. Der Ort liegt an der Kreuzung verschiedener Landesstraßen, daher gibt es Verbindungen nach Rožňava (14 km nach Osten), Plešivec (14 km nach Süden) und Jelšava (16 km nach Westen).
Laut der Volkszählung 2001 lebten im Ort 1523 Einwohner, davon 92 % Slowaken, 5 % Roma, 1,6 % Ungarn und 1 % Tschechen.

## Geschichte
Der Ort wurde zum ersten Mal im Jahr 1243 als Chitnek erwähnt, war aber schon im 12. Jahrhundert besiedelt, das Gemeinwesen wurde durch deutsche Bergleute begründet. Dank seiner Lage, dem Erzabbau und einer Hammerschmiede wurde der Ort 1320 zum Marktflecken und acht Jahre später erhielt er das Karpfener Stadtrecht. Die Familie Bebek ließ am Anfang des 15. Jahrhunderts eine Wasserburg im Ort erbauen. Das Wachstum endete mit der Pest im Jahr 1555 sowie türkischen Einfällen im 16. und 17. Jahrhundert, die deutschsprachigen Einwohner wurden slowakisiert, das Stadtbuch wurde bis 1623 in deutscher Sprache geführt. Der Flecken wurde dann noch einmal von der Pest in den Jahren 1709–1710 verwüstet, dennoch wurde der Erzabbau fortgeführt und erst 1955 stillgelegt.
Nach dem Ort ist die Csetneker Spitze benannt – eine Technik der Häkelspitzenanfertigung, die 1905 vom ansässigen Geschwisterpaar Szontágh erfunden wurde.
Bis 1918 gehörte der Ort im Komitat Gemer und Kleinhont zum Königreich Ungarn und kam danach zur neu entstandenen Tschechoslowakei.
Der Name soll entweder in der Bezeichnung der Schildknappen (štítnik) oder der Kohlenmeilern (vulgo sczyty) seinen Ursprung haben.

## Bevölkerung
| Jahr                | 1994 | 2004    | 2014    | 2024    |
| ------------------- | ---- | ------- | ------- | ------- |
| Anzahl der Personen | 1485 | 1501    | 1496    | 1463    |
| Unterschied         |      | +1,07 % | −0,33 % | −2,20 % |

| Jahr                | 2023 | 2024    |
| ------------------- | ---- | ------- |
| Anzahl der Personen | 1460 | 1463    |
| Unterschied         |      | +0,20 % |

## Sehenswürdigkeiten
- gotische evangelische Kirche aus dem 14. Jahrhundert (siehe Bild)
- barocke römisch-katholische Kirche aus dem Jahr 1753
- Pestsäule
- barocke Kurie
- Reste der Wasserburg (siehe Geschichte)
- Auswanderungspunkte im Slowakischen Karst, z. B. Ochtinaer Aragonithöhle westlich der Gemeinde

## Persönlichkeiten
- Viktor Madarász (1830–1917), ungarischer Maler
- Ctibor Štítnický (1922–2002), slowakischer Dichter